# 325 Dywizja Piechoty
325 Dywizja Piechoty (Dywizja Piechoty Jütland) – niemiecka dywizja z czasów II wojny światowej, sformowana w Aalborgu na mocy rozkazu z 9 marca 1945 roku, poza falą mobilizacyjną. 
Jednostka utworzona została na bazie ozdrowieńców wychodzących ze szpitali. Zdołano zorganizować 3 pułki grenadierów składające się z dwóch niekompletnych batalionów oraz również liczący dwa bataliony pułk artylerii. 12 kwietnia niesformowana do końca dywizja została skierowana do 1 Armii Spadochronowej na froncie zachodnim i tam skapitulowała w maju 1945 r.

## Struktura organizacyjna
- Struktura organizacyjna w marcu 1945 roku:

590., 591. i 592. pułk grenadierów, 325 pułk artylerii, 325 kompania pionierów, 325 kompania przeciwpancerna, 325 kompania łączności;

## Dowódca dywizji
- Generalleutnant Schaumberg 9 III 1945 – 8 V 1945;